# Francisco Grau Vegara
Francisco Grau Vegara (castellà: Francisco Grau)  (Bigastre, 22 de gener de 1947 - 21 de juliol de 2019) va ser un compositor contemporani, pedagog musical i director de la banda de la Guàrdia Reial Espanyola.
Va dirigir la banda de la Unión Lírica Orcelitana. Establert a Madrid des de mitjans la dècada de 1970, el 1980 fou fundador i primer director de l'Academia Militar de Música, on fins al 2001 hi ensenyà Direcció i Orquestració. Des del 1988 fou el director titular de la Unitat de Música de la Guàrdia Reial, amb què ha realitzat concerts per Espanya i l'estranger (Londres, Praga, Torí, Brussel·les, Lisboa...) i ha estat guardonat amb el trofeu internacional Liderman el 1993. És el primer militar espanyol que ha aconseguit (l'any 2008) la graduació de general de brigada músic.
A més de molts altres premis i distincions, fou membre de les reials acadèmies de Sant Carles de València, de Bellas Artes de San Fernando de Madrid, i membre corresponent de la Real Academia de Bellas Artes de Santa María de la Arrixaca de Múrcia. Des de l'any 1989 va presidir el jurat del Certamen Internacional d'Havaneres i Polifonia de Torrevella. En l'any 2004 es convocà a Bigastre el I Concurso Nacional de Composición Francisco Grau Vegara, que guanyà el prestigiós compositor Ferrer Ferran amb l'obra Echo de la Montagne, Sinfonietta número 1; Manuel Castelló Rizo hi obtingué un accèssit amb Paisaje soriano: suite sinfónica. I Bigastre, el seu poble natal, li dedicà un auditori de nova construcció el 2006.

## Obres (selecció)
Títols d'algunes de les 700 obres que se li atribueixen:
- Aires ecuatorianos: fantasía
- Alborada de San Joaquín
- Ayadel: tríptico colombiano, música folklòrica
- Cantos populares
- Censani (V Centenario), poema simfònic
- El cuervo blanco, suite ballet
- Díptico egipcio
- Díptico para saxofones
- Dos Tuischiyas, folklore marroquí
- Estampa castiza, fantasia
- Estampa de Leganés, suite
- Estampas de mi tierra, impressions simfòniques
- Estampas de Iberia, Díptic simfònic
- Expresiones, fantasia
- Melilla española
- Mosaico compostelano, apunts simfònics
- Música para un certamen
- Noches de Cabo Roig, ballable
- Russadir, poema simfònic
- Sant Joan d'Alacant, obertura
- Havaneres: Adiós, lucero de mis noches, Buscando un amor, Es Melilla, Estampas torrevejenses, Habanera madrileña, Mensaje de paz, Nana, Nuria Segura, Para tí, Soldado soy, Tan diferentes, Un lamento es España (2004)

### Per a banda
- Almagro, poema simfònic
- Astorga (1989), obertura
- Bicentenario de San Joaquín, marxa
- Capricho Mediterraneo[nota 1]
- De Bañares a Alicante, marxa
- En homenaje[nota 2]
- Fantasia (1987)[nota 3]
- Noches Alicantinas, tríptic simfònic: Noche Mora, Noche de habaneras i Nit de Foc
- Olbap (1994), poema simfònic[nota 4]
- Quimeras - Impressiones Simfónicas[nota 5]
- Sax, historia de un pueblo, poema simfònic
- Tayol (1969), marxa cristiana
- Vibraciones (1994), poema simfònic

- Marxes mores: Antonio Giménez, Desfilan los moros, La jarca manchega, Kikin

- Marxes de processó: Agrupación Cofrade, Al Cristo yacente, Caridad (1999), Caridad Chica (1999), Cofrade torrevejense (2007), El Cristo de la Sala, Cristo de los alabarderos (2004), Cristo de los estudiantes (2004), El Cristo de los mineros, Cristo de Medinaceli, El Cristo de Zalamea, El Cristo del Pardo, Cristo del Prendimiento (2006), Cristo del Robledo, Ecos cofraderos, La Expiración de Málaga, El Lavatorio (2007), Madre y Señora de los Dolores (2005), Maire de la Soledat (2007), Mater California (2006), Mater Inmaculada (2005), Nuestra Señora de los Dolores, Plegaria alicantina, El prendimiento, La Quinta Angustia (1991),[nota 6] El Resucitado (1990), San Pedro de la Mata, La Virgen de África (1999)

- Pas-dobles: Adela Baragaño, Alicante Taurina, Ana Galbis, Balcón de la Costa Blanca, Bellea 93, Bienve Roser, Bigastro, Los Bolos, Cámara, Copla de España, Damas de Castilla, Damas de Juncarejo, Doña Lola,[nota 7] Ecos de Consuegra, Ecos gallegos, Ecos de Orense, Eduvigis Pallás, Elemaz, Elena Muñoz (1996), En campaña, Feria albaceteña (2001), Fiesta en Sobrado, Filarmónica Alcudiana, Fran Rivera, Gloria Ferrer, Joselito de Madrid, Julio de la Guardia, Kiosko de música, Nostalgia de ti, Nuria Terol (Bellesa del Foc 1996), Pozocañada, Sofia Grau, Som Chuanos (Barraca Els Chuanos)

### Obres de temàtica militar per a banda
- Al Príncipe de Asturias, marxa d'honor
- Al servicio de España
- Arcabuz, pica y ballesta: evocación legionaria
- Boceto legionario
- Canción del montañero: Himno de la Unidad de Montaña
- Ecos d'una contienda, fantasia
- Las Guardias Walonas - Evocación castrense
- El Señor de la Milicia, fantasia

- Més de 80 marxes militars:[5] Almirante Poole, Banderas de Gloria, Carrusel de la Guardia, Castillo de Almansa, Centauros de Honor, Centenario Gómez-Ulla, Comandancia de Toledo, Coplas de los Arapiles, General Pérez Tudó, Los Pín-fanos, Los reclutas, Relevo en Palacio, Soldados para la Paz, El Viejo Almirante...

## Arxius de so
Al Cristo yacente, interpretat per la Unión Musical Torrevejense Arxivat 2007-09-27 a Wayback Machine.

 Olbap, interpretat per la Unió Musical de Llíria Arxivat 2007-09-28 a Wayback Machine.

 Quimeras, interpretat per la Unió Musical de Llíria Arxivat 2007-09-28 a Wayback Machine.

 San Pedro de la Mata, interpretat per la Unión Musical Torrevejense Arxivat 2007-09-27 a Wayback Machine.